# جایزه بزرگ فرانسه ۱۹۶۹
جایزه بزرگ فرانسه ۱۹۶۹ (انگلیسی: ‎1969 French Grand Prix‎) یک مسابقهٔ موتوری در رشتهٔ اتومبیل‌رانی فرمول یک بود که در تاریخ ۶ ژوئیهٔ ۱۹۶۹ در پیست چارید واقع در کلرمون-فران، اوورنی، فرانسه برگزار شد. این گراند پری در میان ۱۱ گراند پری در فصل ۱۹۶۹، مسابقهٔ شمارهٔ ۵ بود.
در این مسابقه که در ۳۸ دور و به مسافت ۳۰۶٫۰۹۰ کیلومتر (۱۹۰٫۱۹۶ مایل) برگزار شد، پول پوزیشن توسط جکی استوارت کسب شد و سریع‌ترین زمان برای طی یک دور پیست که برابر با ۳:۰۲٫۷ بود نیز توسط جکی استوارت به ثبت رسید.
جکی استوارت از تیم ماترا-فورد، ژان-پیر بلتویز از تیم ماترا-فورد و ژاکی ایکس از تیم برابام-فورد به‌ترتیب مقام‌های اول تا سوم مسابقه را کسب کردند.

## رده‌بندی قهرمانی پس از مسابقه
|       | جایگاه | راننده         | امتیاز |
| ----- | ------ | -------------- | ------ |
|       | ۱      | جکی استوارت    | ۳۶     |
|       | ۲      | گراهام هیل     | ۱۶     |
|       | ۳      | جو سیفرت       | ۱۳     |
| ۱     | ۴      | بروس مک‌لارن    | ۱۳     |
| ۲     | ۵      | ژان-پیر بلتویز | ۱۱     |
| منبع: |        |                |        |

|       | جایگاه | سازنده      | امتیاز |
| ----- | ------ | ----------- | ------ |
|       | ۱      | ماترا-فورد  | ۳۶     |
|       | ۲      | لوتوس-فورد  | ۲۲     |
|       | ۳      | مک‌لارن-فورد | ۱۸     |
|       | ۴      | برابام-فورد | ۱۳     |
|       | ۵      | فراری       | ۴      |
| منبع: |        |             |        |

یادداشت
- تنها پنج جایگاه نخست از هر رده‌بندی نمایش داده شده‌است.